# 천왕사
천왕사(天王寺)는 백제때 창건된 사찰이었지만 지금은 ‘천왕(天王)’이라는 글자를 새긴 기와조각이 발견되어 천왕사터만 남아있다.

## 참고 하기
- 구아리백제유적